# Spoorwijk
Spoorwijk (zonder lidwoord) is een vooroorlogse buurt in de wijk Laakkwartier en Spoorwijk in het Haagse stadsdeel Laak. Spoorwijk wordt begrensd door de spoorlijn Den Haag-Rotterdam, het riviertje de Laak, de Van Zeggelenlaan en de gemeente Rijswijk. Het is een multiculturele wijk.
De huizen in Spoorwijk zijn van oorsprong kleine arbeiderswoningen, zijn erg klein (minder dan 50 m²) en ook in andere opzichten sterk verouderd. De gehele buurt wordt gerenoveerd, te beginnen in 1997 met de afbraak van twee woonblokken in het centrum en de aanleg van het Hof van Heden, dat hiervoor de Nieuwe Stad Prijs kreeg.
Grote delen van de buurt zijn inmiddels vernieuwd. De gemeente, de bewoners en de woningcorporaties hebben overeenstemming bereikt over een grootschalige herstructurering. Hierdoor maken 1300 oude huizen (60%) plaats voor 750 nieuwbouwwoningen. Het stratenpatroon is behouden, maar er is meer variatie in woningtypen (eengezinswoningen, seniorenwoningen en appartementen) gekomen. Een flink deel van de nieuwbouw bestaat uit koopwoningen. De stadsvernieuwing in het westelijke gedeelte van de wijk ("Nieuw Spoorwijk" genoemd) heeft in 2004 opnieuw de Nieuwe Stad Prijs gekregen.
Momenteel telt Spoorwijk ongeveer 4200 inwoners en ruim 1600 woningen.

## Geschiedenis
Tot 1901 viel het gebied onder de gemeente Rijswijk maar werd dat jaar geannexeerd door Den Haag.
Spoorwijk is aangelegd tussen 1918 en 1936 naar het stedenbouwkundig plan van Berlage, een zeer vernieuwend concept uit 1910 voor het hele zuidwesten van Den Haag. De buurt was ruim van opzet en bevatte, ondanks de hoge grondprijs, voornamelijk eengezinswoningen, Na de Molenwijk was dit de tweede wijk waar op grote schaal sociale woningbouw in Den Haag werd gerealiseerd.

## Openbaar vervoer
Tussen 1922 en 1937 had Spoorwijk een rechtstreekse tramverbinding met het Hollands Spoor en het zuidelijk deel (Boekhorststraat) van het Haagse centrum: tramlijn 2. Deze bereed, komend vanaf de toenmalige Slachthuiskade (thans Neherkade) een grote eensporige lus door de buurt via de Alberdingk Thijmstraat, Schimmelweg, Jonathanstraat en de Potgieterstraat. Deze tramlijn werd in 1937 door buslijn T (globaal de huidige 18) vervangen.
In december 1945 werd tramlijn 4 vanuit de wijk Laakkwartier naar de rand van Spoorwijk (Van Zeggelenlaan) doorgetrokken. De route vandaar naar het Hildebrandplein kwam in 1947 tot stand waarna lijn 4 (met 4A) in 1952 onder de spoorlijn Den Haag – Rotterdam naar Moerwijk werd doorgetrokken. In 1959 werden de lijnen 4/4A omgenummerd in 16 en 17; in 2015 rijdt lijn 16 de oude route van lijn 4 nog steeds. Vanaf 2 mei 2016 rijdt lijn 17 met nieuw materieel. Omdat de haltes tussen het centrum en het Statenkwartier nog niet aangepast waren wordt dit gedeelte door lijn 16 overgenomen.
Buslijn T keerde na de Tweede Wereldoorlog niet meer in Spoorwijk terug. In 1947 werd buslijn B tussen het Hollands Spoor en de Schimmelweg via het Laakkwartierse Lorentzplein ingesteld, in 1955 opgevolgd door lijn 18. Op 9 december 2018 is buslijn 18 opgeheven en vervangen door de lijnen 22 en 29.
Aan de rand van Spoorwijk ligt het station Moerwijk, een halte voor de treinen tussen Den Haag en Rotterdam.

## Sport
Spoorwijk had een tweetal voetbalclubs. Een club met de naam H.v.v. Spoorwijk bestond tussen 1925 en 2005 (blauw-wit geblokt shirt, blauwe broek maar ook wit short met blauwe V). Deze speelde eerst rond de Laakhaven en tussen 1931 en 1957 aan de Van Vredenburchweg (ongeveer ter hoogte van het huidige ondergrondse NS-station Rijswijk) in Rijswijk. In 1957 verhuisde Spoorwijk naar de Dedemsvaartweg (tussen de Melis Stokelaan en de Hengelolaan).
Een in 1922 opgerichte club met de latere naam Oranje Blauw (shirt met 3 banen verticaal, middelste oranje, buitenste blauw, zwarte broek) speelde vanaf 1938 aan de Schimmelweg vlak bij de spoorlijn Den Haag – Rotterdam. In 1989 fuseerde deze club met Escher Boys tot EOC (Escher Boys Oranje Blauw Combinatie) en verliet het terrein aan de Schimmelweg.
Aan de Schimmelweg staat Sporthal 't Zandje. Deze werd in 1982 gebouwd. Het is een standaard sporthal van 48 bij 29 meter en heeft een speelvrije hoogte van 7 meter. Op de 1e etage is een tribune voor ongeveer 150 zittende toeschouwers.

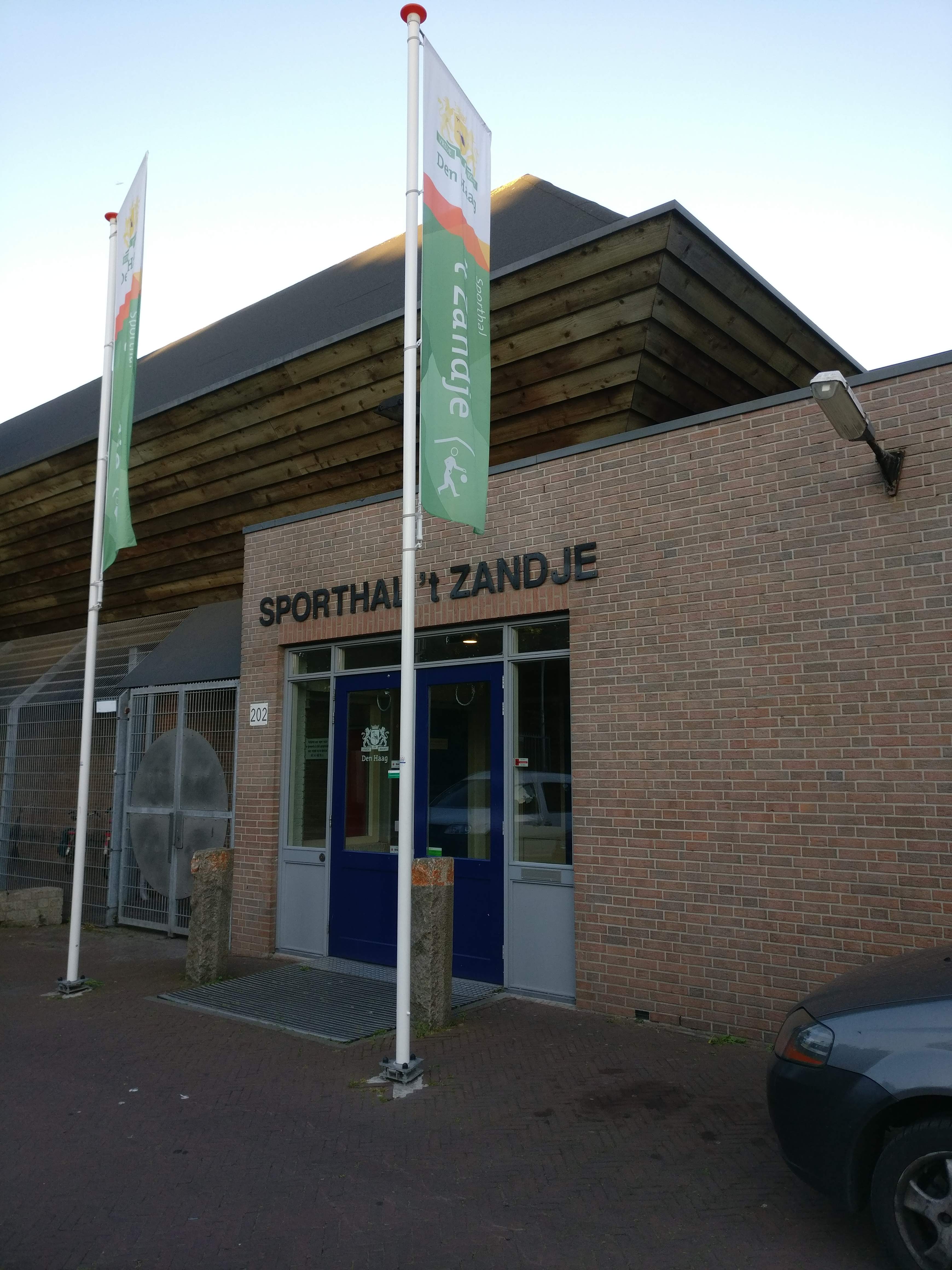
Sporthal 't Zandje

Sporthal ‘t Zandje heeft veldbelijning voor verschillende sporten (tussen haakjes staan de kleur van de lijnen en het aantal velden):
- badminton (wit - 9 velden)
- basketbal (rood - 3 velden)+ 1 centre court (oranje)
- handbal (zwart - 1 veld)
- hockey (zwart - 1 veld)
- korfbal (zwart - 1 veld)
- tennis (blauw - 2 banen - dubbel)
- voetbal (zwart - 1 veld)
- volleybal (geel - 4 velden)

Deze sporthal is de thuislocatie van de badmintonvereniging DKC.

## Voorzieningen
Spoorwijk heeft een aantal voorzieningen op het gebied van welzijn, cultuur, gezondheidszorg, religie en onderwijs.

### Welzijn en Cultuur
- Het wijkcentrum de Wissel aan de Van Meursstraat geeft onderdak aan verschillende welzijnsorganisaties (o.a. Stichting Mooi en de Bewonersorganisatie Spoorwijk). Ook worden hier verschillende activiteiten georganiseerd. Op deze plek stond de rooms-katholieke Jeroenkerk die in 1991 afbrandde en daarna gesloopt werd. In 1993 werd het nieuwe gebouw geopend.
- De Buurtkamer, welke vroeger de wijkplaats heette, is een ontmoetingsruimte met vooral activiteiten voor ouderen.
- Het Laaktheater verzorgt theater- en filmvoorstellingen, danslessen en exposities.

### Gezondheidszorg
- Het Algemeen Maatschappelijk Werk heeft de vestiging voor Spoorwijk in het wijkcentrum de Wissel.
- Het Gezondheidscentrum Spoorwijk heeft naast de Apotheek ook vier huisartsen, twee fysiotherapeuten, een logopedist, een pedicure, een verloskundige en een diëtist.[7]

### Religie
- De Christelijke Wijkgemeente "In de Praktijk" is een wijkgemeente en ontmoetingsplek voor mensen met verschillende kerkelijke en niet-kerkelijke achtergronden.
- In het Diaconaal Centrum OASE worden naast kerkdiensten ook verschillende activiteiten georganiseerd (o.a. een vestiging van de bibliotheek).[8]
- De Jeroenparochie welke na de brand van de Jeroenkerk door de rooms-katholieke kerk gebruikt werd is op 24 januari 2010 gesloten.[9] Tegenwoordig houdt de Afrikaanse kerk (Redeem Christiaan Church The Tabernacle of David Parish) er zijn diensten.[10]
- In Spoorwijk staan twee moskeeën naast elkaar, de Marokkaanse Moskee El Ouma en de Turkse Mescridi Kuba Moskee.
- Het Hindoecentrum Sewa Dhaam bestaat sinds 1985.[11] In juni 2013 werd er een nieuwe tempel geopend op de plek waar vanaf 1948 de ir. J.W. Albardaschool zat.[12]

### Onderwijs
In Spoorwijk staan twee basisscholen: de openbare basisschool "De Spoorzoeker" en de RK Basisschool "Jeroen".

### Overige voorzieningen
Binnen het gebied van Spoorwijk staat de brandweerkazerne met ambulancepost voor onder andere Laak